# Black Rebel Motorcycle Club
Black Rebel Motorcycle Club (сокращённо BRMC) — американская инди-рок-группа, основанная в Сан-Франциско. Название группы копирует название мотоклуба «BRMC» из классического фильма «Дикарь» с Марлоном Брандо в главной роли. Сейчас группа базируется в Лос-Анджелесе. В группе три участника: Питер Хейс (гитара, бас, вокал), Роберт Левон Бин (гитара, бас, вокал) и Лея Шапиро (ударные).
На группу оказали влияние такие исполнители, как The Brian Jonestown Massacre, The Verve, The Rolling Stones, Oasis, T. Rex, The Velvet Underground и The Jesus and Mary Chain.

## Состав группы
- Peter Hayes (Питер Хейс) — вокал, гитара, бас-гитара, синтезатор
- Robert Levon Been (Роберт Левон Бин) — вокал, гитара, бас-гитара, пианино
- Leah Shapiro (Лея Шапиро) — ударные

## Дискография

### Альбомы
- B.R.M.C. (2001)
- Take Them On, On Your Own (2003)
- Howl (2005)
- Baby 81 (2007)
- The Effects of 333 (2008)
- Live (2009)
- Beat the Devil’s Tattoo (2010)
- Specter at the Feast (2013)
- Wrong Creatures (2018)

### EP
- Screaming Gun (2001)
- The Howl Sessions (2006)
- American X: Baby 81 Sessions (2007)